# Isabelle Wingerter-Seez
Isabelle Wingerter-Seez est une chercheuse française en physique des particules. Vu son importante contribution à la mise en place du calorimètre à argon liquide d'ATLAS, elle a été nommée responsable du projet « ATLAS France » en janvier 2013.

## Récompenses et distinctions
- Médaille d'argent du CNRS (2013)[2]